# Acacia nuperrima
Acacia nuperrima é uma espécie de leguminosa do gênero Acacia, pertencente à família Fabaceae.